# Lytocarpia rigida
Lytocarpia rigida är en nässeldjursart som beskrevs av Vervoort och Watson 2003. Lytocarpia rigida ingår i släktet Lytocarpia och familjen Aglaopheniidae. Inga underarter finns listade i Catalogue of Life.